# Блейк, Мэтью Роберт
Мэ́тью Ро́берт Блейк (8 января 1876 года, Эшфилд — 21 ноября 1937 года) — канадский политик, член Палаты общин Канады от избирательного округа Виннипег Север (1917—1921).

## Биография
Мэтью Блейк родился в Эшфилде (ныне — часть тауншипа Эшфилд-Колборн-Ваванош) провинция Онтарио. На выборах 1917 года был избран членом Палаты общин Канады от избирательного округа Виннипег Север, представлял Юнионистскую партию. На выборах 1921 года выступал как кандидат от  Консервативной партии, однако проиграл Эдварду Джеймсу Макмюррею. Вновь выдвигал свою кандидатуру на выборах 1925 и 1930 года, однако вновь не смог переизбраться.
Также Блейк был капитаном медицинской службы 106-го Виннипегского пехотного полка.
Умер 21 ноября 1937 года.

## Внешние ссылки
- Блейк, Мэтью Роберт — Биография на официальном сайте Парламента Канады (англ.)